# Volleyball World Beach Pro Tour
Volleyball World Beach Pro Tour är en beachvolleybollturnering som arrangeras av det internationella volleybollförbundet (Fédération Internationale de Volleyball) sedan 2022.
I oktober 2021 meddelades det att turneringen skulle ersätta FIVB Beach Volleyball World Tour från kommande år.

## Typer av turneringar[2]
Turneringen består av tre kategorier: Future, Challenge och Elite 16. Utöver de vanliga tävlingarna så avslutas säsongen med en final mellan de tio par som ligger högst på världsrankingen. För att avgöra vilka lag som får delta via rankingpoäng i de respektive turneringarna gäller poängen 28 dagar före tävlingen medan för seedning vid tävlingen gäller rankingpoängen dagen före tävlingen. 

### Elite16
Elite16 är tävlingskategorin med högst status och sexton lag (på dam- respektive herrsidan) deltar i huvudturneringen. De sexton lagen är fördelade på elva lag som deltar i kraft att de är de lag i världen som har högst rankingpoäng, ett lag som kan få wild card och fyra lag som kvalificerat sig genom att delta i en kvalturnering. I kvalturneringen deltar sexton lag. 
Huvudturneringen består av gruppspel i fyra grupper om fyra lag vardera följt av cupspel. Ettan i gruppen kvalificerar sig direkt för kvartsfinal medan tvåan och trean kvalificerar sig för åttondelsfinal. Kvalturneringen genomförs i cupformat - för att kvalificera sig för huvudturneringen måste ett lag vinna två matcher.

### Challenger
Challenger är tävlingskategorin med näst högst status. I huvudturneringen deltar 24 lag. De 24 lagen är fördelade på 14 lag kvalificerade genom ranking, 2 lag kvalificerade genom wild card och 8 lag kvalificerade genom kvalturnering.
Huvudturneringen består av "gruppspel" i sex grupper om fyra lag vardera följt av cupspel. Gruppspelet består bara av två matcher (trots att det är fyra lag i varje grupp) och vilka matcher som spelas och lagens placeringen i gruppen bestäms på samma sätt som om lagen skulle spelat semifinaler, final (mellan vinnarna av första matchen) och match om tredjepris (mellan förlorarna av första matchen). De tre första lagen i varje grupp går vidare till cupspel. Alla ettor, tvåor samt de två främsta treorna går direkt till åttondelsfinal, medan de fyra sämsta treorna spelar sextondelsfinaler. Kvalturneringen genomförs i cupformat - för att kvalificera sig för huvudturneringen måste ett lag vinna två matcher.

### Future
Den tredje nivån är Future med 16 lag i huvudturneringen. Av dessa deltar 10 i kraft av ranking, 2 genom wild card och 4 genom kvalificering via kvalturnering. 
Huvudturneringen består av samma typ av "gruppspel" som Challengerturneringarna. De tre främsta lagen i varje grupp går vidare. Det främsta laget i varje grupp går direkt till kvartsfinal, medan tvåorna och treorna spelar åttondelsfinaler. Kvalturneringen genomförs i cupformat - för att kvalificera sig för huvudturneringen måste ett lag vinna två matcher.
Till skillnad från de andra tävlingskategorierna så finns det för Futures-turneringarna kontinent- och landskvoter i syfte att uppnå ett mer spritt deltagande. Varje kontinent har rätt att skicka ett lag och max fyra lag (förutom lag kvalificerade genom wild card) får komma från samma land. 
Futures-turneringarna i Europa arrangeras av CEV.

## Medaljörer

### Damfinaler
| Säsong | Vinnare                    | Tvåa                                | Trea                                       |
| ------ | -------------------------- | ----------------------------------- | ------------------------------------------ |
| 2022   | Sara Hughes / Kelly Cheng  | Eduarda Lisboa / Ana Patrícia Ramos | Katja Stam / Raïsa Schoon                  |
| 2023   | Kristen Nuss / Taryn Kloth | Svenja Müller / Cinja Tillmann      | Ana Patrícia Ramos / Eduarda Santos Lisboa |
| 2024   | Kristen Nuss / Taryn Kloth | Terese Cannon / Megan Kraft         | Tīna Graudiņa / Anastasija Samoilova       |
| 2025   |                            |                                     |                                            |

### Herrfinaler
| Säsong | Vinnare                       | Tvåa                          | Trea                              |
| ------ | ----------------------------- | ----------------------------- | --------------------------------- |
| 2022   | Anders Mol / Christian Sørum  | Michał Bryl / Bartosz Łosiak  | Paolo Nicolai / Samuele Cottafava |
| 2023   | David Åhman / Jonatan Hellvig | Anders Mol / Christian Sørum  | George Wanderley / André Stein    |
| 2024   | Anders Mol / Christian Sørum  | David Åhman / Jonatan Hellvig | Cherif Younousse / Ahmed Tijan    |
| 2025   |                               |                               |                                   |